# سعید رستموف
سعید رستموف (ترکی آذربایجانی: Səid Rüstəmov; ۱۲ مهٔ ۱۹۰۷ – ۱۰ ژوئن ۱۹۸۳) یک آهنگ‌ساز و رهبر ارکستر آذربایجانی بود.

## زندگی‌نامه
سعید رستموف ۱۲ مارس ۱۹۰۷ در شهر ایروان, فرمانداری ایروان در امپراتوری روسیه (ارمنستان کنونی) زاده شد. عنفوان کودکی و آموزش متوسطه اش را در این شهر سپری کرد. وی کوچک‌ترین فرزند از میان چهار فرزند خانواده بود. به دنبال مرگ پدر و ازدواج دوم مادرش، برادر بزرگ ترش که تا آن زمان ازدواج کرده بود، سرپرست او شد و بزرگش کرد. در سال ۱۹۱۸، در نتیجه نزاع‌های قومی در اریوان، برادرش به قتل رسید. زن برادرش با بقیه اعضای خانواده از جمله خود سعید رستموف به ترکیه فرار کرد. در سال ۱۹۱۹، آنها ابتدا به گنجه، سپس به آغ‌داش نقل مکان کردند و سرانجام در باکو اقامت گزیدند؛ جایی که رستموف نوجوان در یک دانشسرای عالی پذیرفته شد. از همان دوران نوجوانی، وی علاقه شدیدی به موسیقی و هنرهای تجسمی از خود نشان می‌داد. به زودی یکی از مدرسانش که سپس او را با عزیر حاجی‌بیگف آشنا ساخت، به استعداد موسیقی سعید رستموف پی برد. عزیر حاجی‌بیگف به او کمک کرد در کلاس‌های تار در آکادمی موسیقی ثبت نام کند. در عین حال، تحصیلات خود را در زمینه آموزش و پرورش نیز دنبال کرده و در سال ۱۹۳۲ از دانشگاه دولتی ترتیب مدرس آذربایجان دانش‌آموخته شد. حدود در سال ۱۹۳۰ به عقد خانمی پرستار به نام «بیکه» درآمد که هنگام اقامتش در شهر آغ‌داش با او آشنا شده بود. حاصل این ازدواج چهار فرزند از جمله دو دختر و دو پسر بود که همه آن‌ها هم در آینده در عرصه موسیقی فعالیت کردند.

## فعالیت
سعید رستموف در طول عمر خود کتاب‌های درسی متعددی در مورد آموزش نت و دستورهای نواختن تار منتشر کرد. تک‌نگاشت‌های او شامل موضوعاتی همچون رقص‌های سنتی آذربایجان، موسیقی سنتی آذربایجانی و موسیقی عاشیق آذربایجانی می‌باشد. او همچنین شعرهایی برای کودکان سرود، که بسیاری از آن‌ها وارد برنامه‌های درسی در دبیرستان‌ها شدند. در سال ۱۹۳۵ بود که رئیس و رهبر یک گروه موسیقی سنتی تازه تأسیس و منحصر به فرد انتخاب شده و تا ۴۰ سال دیگر آن را مدیریت کرد. در سال‌های ۱۹۴۵ و ۱۹۵۱، به ترتیب به عنوان رئیس «باشگاه موسیقی فیئولتوف»، و گروه رقص، یکی از زیرمجموعه‌های گروه دولتی موسیقی و رقص آذربایجان، منصوب شد. بین سال‌های ۱۹۵۸ تا ۱۹۵۳، مسئولیت اتحادیه آهنگ‌سازان آذربایجان را بر عهده گرفت. در سال ۱۹۵۱، جایزه استالین، بزرگ‌ترین جایزه شوروی، را دریافت نمود. در سال ۱۹۵۷، از وی با اعطای عنوان افتخاری هنرمند مردمی آذربایجان، تقدیر به عمل آمد.
سعید رستموف در طول فعالیت‌های خویش در عرصه موسیقی، نه تنها صدها موسیقی من جمله پارتیتور و اپرت ساخته، بلکه بسیاری از نمایش‌ها نظیر سوئیت، مارش، کانتات و غیره… در رهبری اورکستر همراهی کرد.
سعید رستموف ۱۰ ژوئن سال ۱۹۸۳، در سن ۷۶ سالگی، در باکو در آذربایجان شوروی درگذشت.